# Evaristo Coronado
Evaristo Coronado   (Palmar, 13 de setembre de 1960) fou un futbolista costa-riqueny de la dècada de 1980.
Fou 52 cops internacional amb la selecció de Costa Rica.
Pel que fa a clubs, destacà a Deportivo Saprissa, on jugà durant 14 temporades.